# 韋切什區

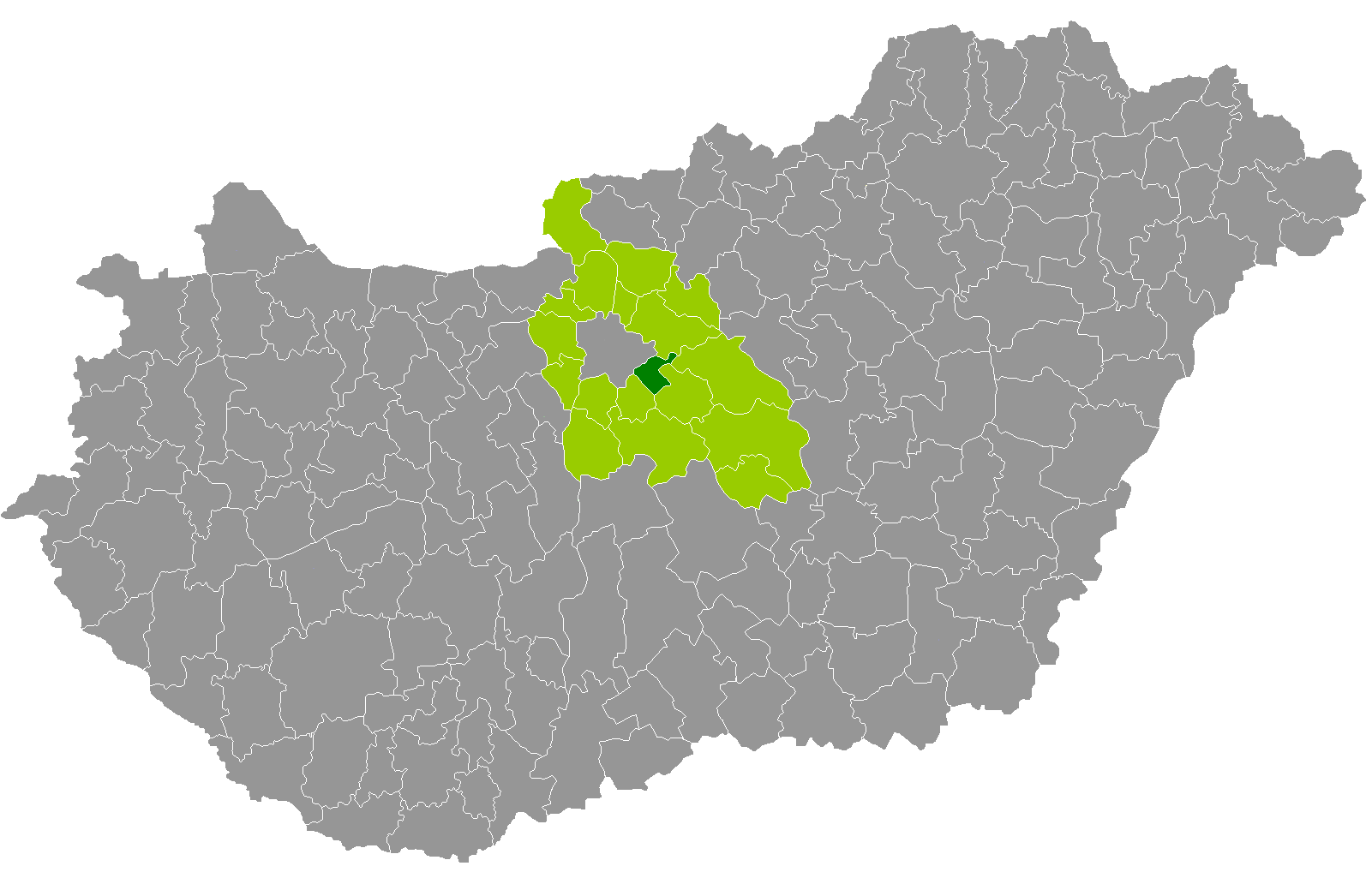

韋切什區（匈牙利語：Vecsési járás），是匈牙利的一個區，位於該國北部，由佩斯州負責管轄，首府設於韋切什，面積120平方公里，2011年人口47,026，人口密度每平方公里393人。

## 市镇
韋切什區包含3个城镇和一个大村。